# Liste des systèmes mobiles non basés sur Android
Liste des systèmes d'exploitation mobiles, pour smartphones, tablettes ou autres appareils basés sur architecture mobile ARM, fonctionnant avec une indépendance par rapport aux deux géants du marché iOS d'Apple et Android/AOSP de Google

## Actifs, ordrealphabétique
- AsteroïdOS, un système tierce pour montres connectées[1]
- Droidian[2], reprise logicielle (fork) de Mobian
- Kupfer, adaptation de Arch Linux[3]
- LuneOS, adaptation de WebOS pour téléphones et appareils embarqués
- Manjaro[4],[5],[6], pour le PinePhone
- MaemoLeste[7], reprise logicielle (fork) de Maemo[8], basé sur Devuan, pour Pinephone et d'autres smartphones
- Mer (ex NemoMobile)[9],[10],[11], Maemo[12],[13],[14],[15], Meego[16],[17],[18],[19],[20] (sert de base au projets MaemoLeste et SailfishOS)
- Mobian[21],[22],[23], basé sur Debian[24]
- PostmarketOS[6],[25],[26], basé sur Alpine Linux[27]
- PureOS[6],[28],[29] (Librem[30],[31])
- SailfishOS[32],[33],[34], en partie basé sur le projet Mer [35],[36],[37] (Jolla et Sony Xperia)
- Tizen[38],[39],[40], Équipe aujourd'hui les télés de la marque Samsung.
- Ubuntu Touch[6],[41],[42],[43],[44]/UB Ports[45],[46]
- WebOS, système anciennement de Palm (PDA), puis HP(tablettes), puis récupéré par LG (projecteurs, montres connectées et réfrigérateurs) et devenu libre

## Abandonnés, ordrealphabétique
- Bada, système prédécesseur d'Android sur les smartphones Samsung Galaxy.
- OpenMoko[47],[48],[49],[50] (abandonné, pionnier des smartphones basés sur Linux, sortis avant 2010)

## Actifs: tableau comparatif
| Nom                                  | Version initiale | Site internet                                         | Base logicielle                                                      | Appareils supportés | Interface utilisateur | Source                                                                                           | Informations complémentaires |
| ------------------------------------ | ---------------- | ----------------------------------------------------- | -------------------------------------------------------------------- | --- | --- | ------------------------------------------------------------------------------------------------ | --- |
| AsteroïdOS                           | 2017             | https://asteroidos.org/                               | OpenEmbedded, Linux from Scratch (de zéro), avec Libhybris et Halium | https://asteroidos.org/watches/ | Asteroïd-Launcher | Open-Source                                                                                      | L'un des rares et premiers systèmes libres pour montre connectée                                                                            |
| Droidian                             | 2020             | https://droidian.org/                                 | Mobian, Debian avec Libhybris et Halium                              | Voir https://devices.droidian.org/#/devices | Phosh | Open-Source                                                                                      | Vise à adapter Mobian pour le plus grand nombre d'appareils                                                                                 |
| Kupfer                               | 2021             | https://kupfer.gitlab.io                              | basé sur Arch Linux                                                  | Voir https://kupfer.gitlab.io/devices/index.html                                                                                                 | Phosh, Gnome, Voir https://kupfer.gitlab.io/flavours/index.html | Open-Source                                                                                      | Kupfer est à ArchLinux ce que Postmarketos est à AlpineLinux                                                                                |
| LuneOS                               | 2014             | http://www.webos-ports.org/                           | basé sur webOS, librarie Halium                                      | https://webos-ports.org/wiki/Main_Page | spécifique | Open-Source                                                                                      | Adaptation de webOS à différents appareils                                                                                                  |
| Manjaro,                             | 2021             | https://manjaro.org/                                  | Linux from Scratch (de zéro)                                         | PinePhone | Plasma-mobile | Open-Source                                                                                      | Système fourni par défaut sur le PinePhone                                                                                                  |
| MaemoLeste                           | 2018             | https://maemo-leste.github.io/                        | Devuan                                                               | PinePhone, anciens Nokia type N900https://maedevu.maemo.org/images/                                                                              | Hildon | Open-Source                                                                                      | Reprise logicielle de Maemo, basée sur Devuan                                                                                               |
| Mer Mobile,, Maemo,, Meego, Projects | 2011             | https://wiki.merproject.org/                          | Linux from Scratch (de zéro)                                         | Appareils de différentes marques https://wiki.merproject.org/wiki/Adaptations/libhybris                                                          | selon OS | Open-Source                                                                                      | Utilisé comme base source pour différents projets libres (MaemoLeste) ou partiellement, (comme SailfishOS)                                  |
| Mobian,                              | 2020             | https://mobian.org/                                   | Debian                                                               | PinePhone, Librem,https://images.mobian.org | Phosh | Open-Source                                                                                      | Adaptation de Debian pour le PinePhone |
| Postmarketos,                        | 2017             | https://postmarketos.org/                             | Alpine Linux                                                         | Nombreux appareils : https://wiki.postmarketos.org/wiki/Devices                                                                                  | Wayland (avec acc.3D) Phosh/W, Plasma-mobile/W, Gnome/W, bananui/W, SXMO/W Xorg (sans acc.3D) : XFCE/X, Hildon/X; SXMO/X https://wiki.postmarketos.org/wiki/Category:Interface | Open-Source                                                                                      | Système visant à adapter le noyau Linux Mainline au plus grand nombre d'appareils ; totalement indépendant d'Android.                       |
| PureOS,                              | 2017             | https://pureos.net/                                   | Debian                                                               | Librem, | Phosh | Open-Source                                                                                      | Destiné exclusivement aux appareils Librem ; totalement indépendant d'Androïd, et de qualcomm (NXP)                                         |
| SailfishOS,                          | 2013             | https://sailfishos.org                                | Mer, Maemo, Moblin,, basé en partie sur Hybris                       | Téléphones Jolla, Xperia, et ports communautaires variés https://jolla.com/sailfishxinstall/                                                     | Interface propriétairehttps://anavi.org/article/191/ | Mélange de composants système libres (opensource) et non libres (propriétaires) pour l'interface | Par d'anciens ingénieurs de Nokia ; en partie basé sur le système Mer (Jolla et Sony Xperia)                                                |
| Tizen,                               | 2012             | https://www.tizen.org/                                | En partie basé sur son prédécesseurBada                              | Tablettes, téléphones, télévisions, appareils embarqués. Système équipant les télévisions de marque Samsung. https://www.tizen.org/about/devices | Interface Samsung | Basé sur Linux, mélange de composants libres (opensource) et non libres (propriétaires)          | Ancien système de Samsung pour la gamme Wave, avant d'être remplacé par Androïd sur la gamme Galaxy. Réorienté vers les téléviseurs Samsung |
| Ubuntu Touch, / UBPorts,             | 2011             | https://ubports.com/fr/                               | Ubuntu, basé sur Debian. Utilise hybris et halium.                   | Tablettes, téléphones, appareils embarqués https://ubports.com/nl/supported-products                                                             | Hildon (anciennes versions), interface spécifique (versions récentes) | Open-Source                                                                                      | Développé par la communauté UBports |
| WebOS                                | 2009             | http://webosose.org/http://webostv.developer.lge.com/ | ?                                                                    | utilisé pour les smartphones, tablettes (HP), puis par LG pour les montres connectées, projecteurs et réfrigérateurs                             | Luna (propre au système) | Open-Source                                                                                      | WebOS, système anciennement de Palm, puis HP, puis récupéré par LG et devenu libre ;                                                        |

## Abandonnés (comparatif)
| Name      | First release | Last release | site web                                                    | Based on              | Targeted device                   | Number of supported devices | Current status | Source                                                                  | Additional information                                                          |
| --------- | ------------- | ------------ | ----------------------------------------------------------- | --------------------- | --------------------------------- | --------------------------- | -------------- | ----------------------------------------------------------------------- | ------------------------------------------------------------------------------- |
| Bada      | 2010          | 2013         | https://web.archive.org/web/20120201075040/http://bada.com/ | Linux from Scratch    | Samsung, Gamme Wave               | >50                         | Abandonné      | Mélange de composants libres (opensource) et non libres (propriétaires) | Première tentative d'OS mobile de Samsung, avant remplacement par Androïd       |
| OpenMoko, | 2007          | 2009         | https://www.openmoko.org/wiki/Main_Page                     | Ångström distribution | Openmoko Neo 1973, Neo FreeRunner | 2                           | Abandonné      | Open-Source                                                             | Abandonné, premiers smartphones OpenMoko basés sur Linux, sortis de 2007 à 2009 |